# Hotalasara, Sagar
Hotalasara là một làng thuộc tehsil Sagar, huyện Shimoga, bang Karnataka, Ấn Độ.